# Euchlaena falcata
Euchlaena falcata là một loài bướm đêm trong họ Geometridae.